# آرتزین (واشینگتن)
آرتزین (به انگلیسی: Artesian) یک منطقهٔ مسکونی در ایالات متحده آمریکا است که در شهرستان یاکیما، واشینگتن واقع شده است. آرتزین ۳۳۹ متر بالاتر از سطح دریا واقع شده است.